# Olav Thon
Olav Thon (født 29. juni 1923 i Ål, Hallingdal, død 16. november 2024) var en norsk ejendomsudvikler og milliardær. Han var ifølge Forbes den 198. rigeste person i verden med en nettoformue i marts 2013 på ca. $6 mia. Han var Norges rigeste person, og hans virksomhed Olav Thon Gruppen er Norges største private ejendomsselskab, der inkluderer over 450 ejendomme, herunder 60 hoteller i Thon Hotels. I marts 2021 havde han ifølge Bloomberg Billionaires Index en estimeret formue på $6.2 mia., hvilket gjorde ham til den 437. rigeste person i verden.
Olav Thon købte sin første bygning i 1951, og åbnede sin første restaurant i 1966.
Hans biografi, Olav Thon : Milliardær i anorakk, blev skrevet af Hallgrim Berg.